# دنی بنستاک
دنی بنستاک (انگلیسی: Danny Benstock؛ زادهٔ ۱۰ ژوئیهٔ ۱۹۷۰) بازیکن فوتبال است.
از باشگاه‌هایی که در آن بازی کرده‌است می‌توان به باشگاه فوتبال بیشاپس استورتفورد اشاره کرد.